# Lusini Group
Lusini Group GmbH är moderbolag till postorder- och e-handelföretaget Lusini. I företagsgruppen ingår produktvarumärkena Vega, Erwin M., Jobeline och Pulsiva samt flera dotterbolag. Koncernen har sitt huvudkontor i Wertingen, Tyskland. Lusini är representerat över hela världen med filialer i Österrike, Frankrike, Schweiz, Spanien, Portugal, Italien, Sverige, Norge, Danmark, Nederländerna, Kroatien, Kina och Indien.

## Historia
1987 grundade Erwin Müller företaget Erwin Müller GmbH i Donauwörth, Bayern. Företaget specialiserade sig på kommersiell handel med textilier till hotell- och cateringbranschen via postorder.
1990 flyttade företaget till Wertingen i Bayern och 1993 grundades varumärket Vega. 1995 öppnade företaget upp för försäljning i Österrike, därefter följde Frankrike 1999, Schweiz 2003, Spanien 2005 och Sverige 2006. 
I takt med att företaget växte internationellt växte även lokalerna i Wertingen och det nya, moderna lagret stod färdigt 2009. Koncernen har sedan dess uppkomst också etablerat sig utanför Europas gränser med ett inköpskontor i Kina, och ett i Indien. 2007 grundades EM Group International för att ta över den globala försäljningen av företagets alla varumärken. Den 1 januari 2009 slogs alla företag samman till Erwin Müller Group. Andra varumärken följde mellan 2008 och 2013: Pulsiva, Lusini och Poggemeier. Vidare grundades inköpsföretaget Mimco GmbH 2017, som genomför global upphandling för alla varumärken.
Efter inträdet på den svenska marknaden etablerade sig koncernen i Italien 2007, Nederländerna 2008, Norge 2013, Belgien och Luxemburg 2015, Danmark 2021 samt Kroatien och Portugal 2023.
Under 2021 bytte företagsgruppen namn från Erwin Müller Group till Lusini Group, och Lusini blev då även namnet utåt. Efter namnbytet lanserades en ny webbshop där de tillhandahåller produkter från alla sina egna varumärken samt agerar återförsäljare av andra etablerade varumärken för horeca-branschen.

## Varumärken
Till koncernen Lusini Group hör följande varumärken: 
- Vega: utrustning för hotell-, restaurnag- och cateringbranschen: porslin, bestick, glas, möbler, köksutrustning och dekoration
- Erwin M.: textilier som bordslinne, frottéhanddukar, sängkläder och sängkläder för restaurang- och hotellsektorn
- Jobeline: arbetskläder för kök, restaurang, hotell, reception, spa och vård
- Pulsiva: lågprismärke för restaurang-, hotell- och cateringutrustning

Företaget tillhandahåller även produkter från andra varumärken.

## Lusini i Skandinavien
2006 tillträdde Anneli Bell som verkställande direktör för det svenska dotterbolaget som då hette Vega Sverige, vilket senare ändrades till Erwin Müller Group Scandinavia AB, och idag heter LUSINI Scandinavia AB. 2013 öppnade försäljning i Norge och 2021 lanserades det danska dottebolaget.
Lusinis varumärke Vega gjorde 2016 ett uppmärsammat samarbete med matkedjan Lidl och deras pop-up restaurang DILL.
Företaget har sedan sitt skandinaviska intåg haft kontor på Hamngatan 4 i Malmö. Där jobbar anställda för alla skandinaviska länder samt Nederländerna. Sedan 2022 har de även ett showroom som är öppet för besökare.